# Draft de expansão
Drafts de expansão são drafts relizados quando novas franquias (times) se unem a uma liga esportiva. Isto ocorre principalmente nas ligas norte-americanas.